# Serrat del Terme (Castellterçol)

El Serrat del Terme, respecte del terme de Castellcir

El Serrat del Terme és un serrat dels termes municipals de Castellcir i de Castellterçol a la comarca del Moianès.
Està situat al termenal entre Castellcir i Castellterçol, a l'extrem sud-oest del primer dels dos termes i al nord-est del segon. És un contrafort occidental del Serrat de la Bassa Blanca, a l'esquerra del torrent Mal i a migdia del Xaragall de la Font. És al nord de la masia de la Serradora i al nord de la Baga de les Basses.

## Etimologia
Aquest serrat rep el nom del fet que al llarg de la seva carena s'estén un tram del termenal entre Castellcir i Castellterçol.